# لینکلن (بوئنوس آیرس)
لینکلن (به اسپانیایی: Lincoln) یک منطقهٔ مسکونی در آرژانتین است که در Lincoln Partido واقع شده‌است. لینکلن ۲۸٬۰۵۱ نفر جمعیت دارد و ۷۶ متر بالاتر از سطح دریا واقع شده‌است.